# Ladjedelnica Perno
Ladjedelnica Perno je ladjedelnica, ki se nahaja ob kraju Turku, na južnozahodnem delu Finske. Z ladjedelnico uporablja podjetje Meyer Turku Oy. Ladjedelnica ima površino 144 hektarov, suhi dok je dolg 365 metrov, širok 80 metrov in ima dvigalo s kapaciteto 600 ton.
Ladjedelnica gradi trajekte, križarke in druge potniške ladje. V tej ladjedelnici so zgradili največjo potniško ladjo na svetu Oasis of the seas in trup od največjega križarskega trajekta MS Color Magic.